# Rob Levin
Ne doit pas être confondu avec Robert D. Levin.
Robert Levin, né le 16 décembre 1955 à Tallahassee, Floride, et mort le 16 septembre 2006, également connu sous le pseudonyme de lilo, est le fondateur américain du réseau IRC Freenode et a été le directeur exécutif du PDPC, organisation qui aide à financer Freenode.

## Biographie
Programmeur à partir de 1968, il travaille comme administrateur et développeur de 1978 jusqu'à sa mort.[réf. nécessaire]
Le 12 septembre 2006, à Houston au Texas, il est renversé par une voiture alors qu'il circule à vélo de nuit. Il meurt le 16 septembre, après plusieurs jours d'hospitalisation,.